# Kyiv Kustom Kulture
Kyiv Kustom Kulture — єдиний міський фестиваль кастом-культури в Україні. Щорічно фестиваль збирає під одним дахом найкращих кастомайзерів України і об'єднує людей, захоплених будівництвом автомобілів, мотоциклів та велосипедів, авторського фарбування, пінстрайпінгом, аерографією і багатьма іншими проявами кастом-культури.
Мета заходу — представлення та популяризація унікального транспорту, який не тільки відповідає всім необхідним технічним вимогам, а й підкреслює індивідуальний стиль свого власника.
Організаторами фестивалю є київський велосипедний клуб Pride Kustoms.

## 2013
27 квітня в Києві пройшов перший фестиваль на території київської галереї Лавра.
Програма фестивалю:
- Змагання в побудуванні велосипедів (tuning, full custom, fixed gear)
- Виставка кастом мотоциклів (chopper bobber, cafe-racer, scooter)
- Виставка кастом автомобілів (classic, hot-rod, custom)
- Художня експозиція (pinstriping, custom paintjob)
- Виставка майстрів по роботі зі шкірою (leather seats, jackets)
- Турнір з bike-polo, goldsprint чемпіонат, чоловічі та жіночі зачіски (barbershop & hairdo), парні змагання з танців (swing dance competition), критеріум (fg crit), драг-рейс (custom bicycle drag race)
Виступ наступних музичних груп: Colorado Bugs, Руки'в Брюки, Smokin 'Ace and his Jungle Rhythms, AiLaika, Timewaster, Crusher